# Bruce Timm

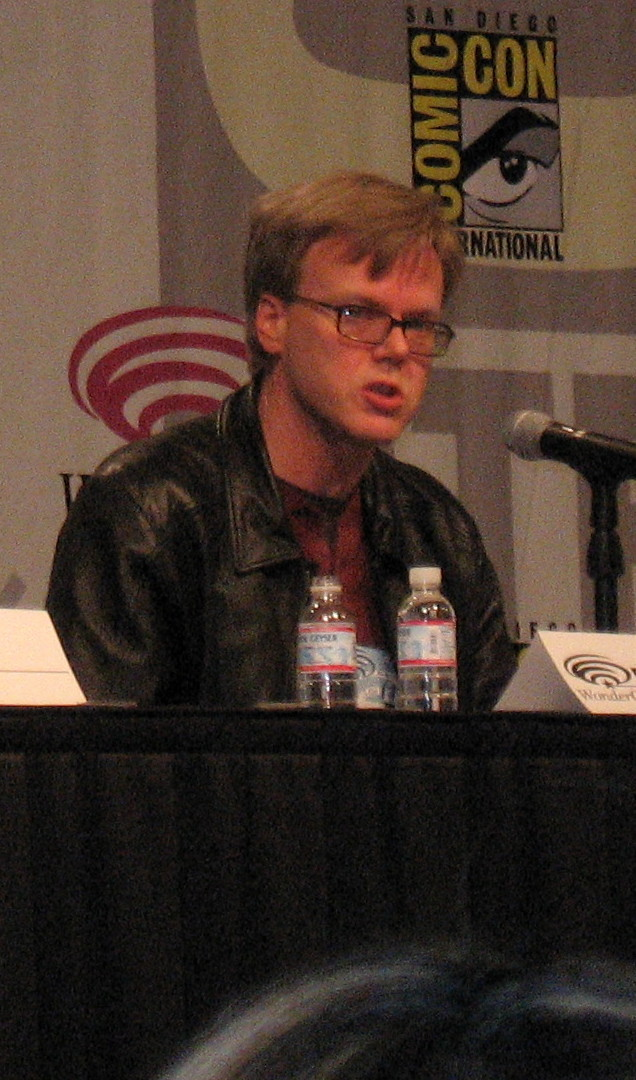
Bruce Timm, 2007

Bruce Walter Timm (* 8. Februar 1961) ist ein US-amerikanischer Regisseur, Produzent und Drehbuchautor, der besonders für seine Arbeit an beliebten Zeichentrickserien wie Batman oder Die Liga der Gerechten vor allem in den Vereinigten Staaten größere Bekanntheit erreicht hat.

## Leben
Bruce Timm besaß schon als Jugendlicher großes zeichnerisches Talent, das nach Angaben seiner Lehrer und Eltern als „einzigartig“ galt. Im Gegensatz zu vielen anderen bekannten Zeichnern brachte sich Timm alles selber bei, sein ganzes bisheriges Leben hatte er nicht einen einzigen Zeichenkurs besucht.
Als Kind war Timm immer ein großer Fan von Comics wie Spider-Man, Flash Gordon und Justice League. Er wollte später unbedingt einmal Comiczeichner werden, wie seine großen Vorbilder Jack Kirby, Harvey Kurtzman, Jim Steranko, John Buscema oder Wally Wood.
Timms Stil war vor allem wegen seiner großen Liebe zu älteren Comics sehr an dem Design der 50er- und 60er-Jahre-Comics angelehnt sowie an den speziellen Art Déco-Stil sowie die Architektur der 1920er Jahre. Er gilt ähnlich wie sein Kollege Genndy Tartakovsky als großer Minimalist (er verzichtet in seinen Zeichnungen und bei seinen Figuren auf viele Details, dabei erscheinen viele seiner Figuren kantig).
Timm arbeitete einige Zeit lang als Comiczeichner für Marvel Comics und DC Comics, wobei ihm ein größerer Erfolg in diesem Bereich vergönnt war. Nach Aussagen seiner damaligen Vorgesetzten war er „talentiert aber ambitionslos“. Obwohl Timm eigentlich Comiczeichner werden wollte, arbeitete er später als Designer für Zeichentrickserien wie Blackstar, Flash Gordon, He-Man and the Masters of the Universe und später auch an den sehr bekannten und beliebten Tiny Toon Abenteuer von Warner Bros. Später übernahm Timm das komplette Design der Zeichentrickserie Batman: The Animated Series, wobei er alle Figuren bis auf Mr. Freeze (der von Mike Mignola gezeichnet wurde), Man Bat und den Mad Hatter entworfen hatte (die beide von Kevin Nowlan designt wurden).
Zuerst wurde die Serie stark kritisiert, weil sie brutaler als andere, bisherige Zeichentrickserien über Superhelden (wie z. B. The Amazing Spider-Man) war. Bruce Timm und Paul Dini, der Produzent der Serie, stritten mehrere Male mit der amerikanischen Behörde für Zensur. Nach eigener Aussage meinte Timm: „Wir haben auf den Look geachtet, wir wollen die Kinder von Amerika nicht zerstören, wir wollten nur eine gute Serie machen.“
Aber selbst die größten Gegner der Serie konnten ihre Ausstrahlung auf freien Fernsehsendern nicht verhindern. Die Serie wurde vor allem in Amerika ein großer Erfolg. Wegen der hohen Einschaltquoten und der guten Einnahmen entschied das Studio, dass Timm eine weitere Serie gestalten sollte: Superman: The Animated Series und später auch noch die beliebte Serie Batman of the Future, die etwa 40 Jahre nach Batman: The Animated Series spielt. Timm sagte, dass Batman of the Future eine seiner bisher anspruchsvollsten Serien war. Wie bereits bei früheren Serie, wollte Timm Elemente der 60er-Jahre in die Science-Fiction-Serie miteinbeziehen. Er und seine anderen Zeichner mussten sich mehrere Wochen lang intensiv mit dem Zukunftsdesign der 60er-Jahre befassen, und es dann noch so umgestalten, dass es auch wirklich modern und innovativ wirken sollte. Tatsächlich unterschied sich der neue Batman von den bisherigen Versionen. Er war jünger (hier ein Teenager anstatt eines Mannes, der sich gegen Ende 30 befindet) und er besaß hochmoderne Technologien (wie z. B. einen Ganzkörperpanzer oder funktionierende Flügel, also Dinge, auf die bei dem früheren Batman verzichtet wurden). Wie die meisten Serie von Timm zuvor, wurde auch Batman of the Future ein großer Erfolg.
Zwei Jahre später, 2001, machte sich Bruce Timm an ein neues Projekt heran. Die weltweit beliebten Superhelden der Justice League sollten alle in einer neuen Serie zusammen gegen das Böse kämpfen. Timm wollte in dieser neuen Serie zum ersten Mal stärker auf das Design der 60er-Jahre verzichten und hatte dieses Mal in großem Umfang auf das Design der späten 80er- und frühen 90er-Jahre gesetzt, wobei er insbesondere auch Fahrzeuge moderner gestaltete. Bis heute ist die Justice-League-Serie, die im deutschsprachigen Raum vor allem als Die Liga der Gerechten bekannt ist, einer der populärsten Zeichentrickserien überhaupt.
Bruce Timm gab vor kurzem bekannt, dass sein nächstes Projekt die Umsetzung eines Trickfilms namens Batman: Gotham Knight (der zeitlich zwischen den Filmen Batman Begins und The Dark Knight angesetzt ist) sein wird.

## Comics
- Batman Adventures: Mad Love (als Zeichner)
- Batman Adventures Holiday (als Zeichner)
- Avengers (als Mitarbeiter)
- Vampirella (als Mitarbeiter)

## TV-Serien
- Flash Gordon (1980) als Zeichner
- Blackstar (1981) als Zeichner
- He-Man and the Masters of the Universe (1983–1985) als Storyboarder
- Beany and Cecil (1988) als Storyboarder
- G.I. Joe (1989) als Hintergrundgestalter
- Tiny Toon Abenteuer (1990–1994) als Modell-Designer und Storyboarder
- He-Man and the Masters of the Universe (1990–1994) als Storyboarder
- Batman: The Animated Series (1992–1995) als leitender Designer, Autor und Regisseur
- Superman: The Animated Series (1996–2000) als leitender Designer, Autor und Regisseur
- The New Batman Adventures (1997–1999) als leitender Designer, Autor und Regisseur
- Batman & Mr. Freeze: SubZero (1998) als leitender Designer
- Batman of the Future (1999–2001) als Designer und Produzent
- Batman Beyond: Return of the Joker (2000) als leitender Designer, Autor und Produzent
- Justice League (2001–2004) als Designer und Produzent
- Die Liga der Gerechten (2004–2006) als Designer und Produzent
- Batman: Gotham Knight (2008) als Regisseur
- Wonder Woman (2009) als Produzent
- DC Showcase (2010) als Produzent
- Green Lantern: The Animated Series (2011)